# NS Class 6400
La NS Class 6400 è un tipo di locomotiva merci diesel-elettrica a 4 assi. 120 sono stati costruiti da  MaK e ABB tra il 1988 e il 1994 per Nederlandse Spoorwegen.

## Storia
Le locomotive erano il risultato di un contratto vinto da  MaK e Brown, Boveri & Cie per sostituire le vecchie locomotive di media potenza di Nederlandse Spoorwegen Il design si basa sul MaK DE 1002 con modifiche; Le locomotive sono 1,4 m più lunghe per incorporare apparecchiature aggiuntive, in particolare un generatore diesel ausiliario, nonché apparecchiature ATB; i carrelli sono più lunghi rispetto al DE 1002 per incorporare i freni del battistrada invece dei freni a disco. 

## Operazioni e operatori
Per Nederlandse Spoorwegen furono costruite 120 di queste locomotive, numerate da 6401-6520.
Le locomotive sono diventate di proprietà di NS Cargo, e poi di Railion Benelux quando la società si è fusa con DB Cargo nel 2000. Le locomotive sono diventate successivamente di proprietà delle società successive; Railion Nederland, poi DB Schenker Rail Nederland (parte del gruppo DB Schenker).
Su alcune locomotive sono stati installati sistemi di sicurezza PZB(Indusi) o Memor per consentire operazioni in Germania o Belgio.
La classe può essere vista in tutto il paese, con molte unità ad Amsterdam Westhaven, Kijfhoek Yard, Roosendaal, Tilburg, Emmerich am Rhein (Germania), Amersfoort, Venlo, Zwolle e molti altri luoghi. Le locomotive lavorano spesso in coppia o in tre su treni pesanti. 
Molte delle locomotive portano nomi di ragazzi; questi sono dai nomi di notai olandesi, spesso direttori di aziende e uomini d'affari; ad esempio 6401 è stato chiamato Mijndert dopo Mijndert Pon, direttore della società Pon. 
Nel novembre 2010 due unità sono state vendute a Eurotunnel nel 2010 per operare insieme alle locomotive Classe 0001 esistenti. Eurotunnel ne ha acquisiti altri tre nel 2016.
A causa della recessione economica della fine degli anni 2000, nel 2011 i numeri 6401-6410, 6419, 6420, 6443-6460, 6462, 6471-6475, 6480-6494, 6496, 6498 e 6501-6503 erano fuori servizio. 

## Incidenti
Nel 1993 diverse locomotive furono inviate alle Ferrovie dello Stato Norvegesi (NSB) per la valutazione. Il 3 ottobre 1993 la locomotiva 6454 scappò in discesa a 5 km (3,1 mi) fuori stazione di Nordstrand; si è scontrato con un treno passeggeri fermo nella stazione, provocando la morte di cinque persone. A causa dell'apparente avaria dei freni tutta la classe è stata messa fuori servizio; è emerso che la causa non era un guasto meccanico e che i freni erano stati resi inattivi da una valvola di controllo chiusa in posizione errata durante la manutenzione. 
Il 24 settembre 2009 le locomotive 6415 e 6514 sono state coinvolte in una collisione frontale con una locomotiva EMD 66 della ERS (n. 6616) vicino a Barendrecht. Uno dei conducenti è rimasto ucciso e l'altro gravemente ferito. Entrambe le locomotive della serie 6400 furono demolite. (vedi Incidente ferroviario di Barendrecht.)
Anche le locomotive 6424, 6429, 6430, 6442, 6444, 6465, 6491, 6493, 6497, 6499, 6516 6520 sono state danneggiate in collisioni, 6437 sono state danneggiate da vagoni in fuga , 6501 è stata coinvolta in un incidente con un tram. 

## Livree
Le locomotive erano originariamente in grigio NS e giallo, ad eccezione delle ultime 10 unità (6511-6520) che erano in livrea rossa con striscia bianca diagonale sulla superficie anteriore. Dopo l'acquisizione da parte delle locomotive Railion hanno ricevuto un adesivo Railion rosso sul lato, in seguito alcune locomotive hanno ricevuto una livrea Railion rossa. Un piccolo numero di unità ha ricevuto anche la livrea e il marchio RailPro. I nomi delle locomotive sono riportati sui frontali delle cabine tra il tetto e la parte superiore dei finestrini.

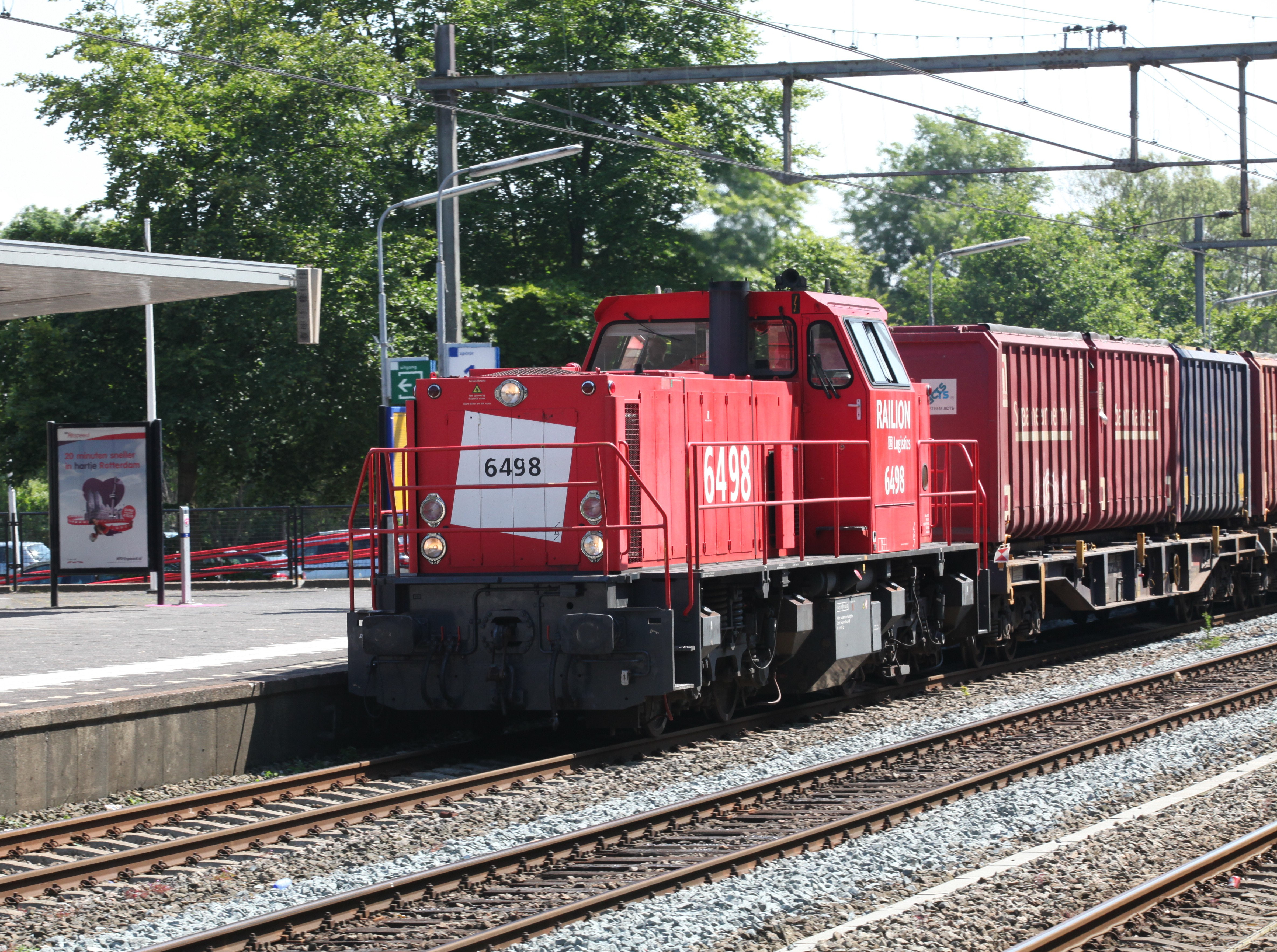
Locomotiva Railion in livrea